# Севр-Ніортез (річка)
Се́вр-Ніо́ртез (фр. Sèvre Niortaise; фр. вимова: [sɛvʁ njɔʁtɛz]) — річка довжиною 158,4 км, розташована в регіонах Нова Аквітанія та Пеї-де-ла-Луар на заході Франції, що впадає в Атлантичний океан. Її джерело знаходиться в департаменті Де-Севр, поблизу Севре, на північ від Меля.
Вона протікає через такі департаменти та міста:
- Де-Севр: Сен-Мексан-л'Еколь, Ніор
- Вандея: Дамві
- Приморська Шаранта: Маран

Впадає в Атлантичний океан у Бур-Шапоні, на північ від міста Ла-Рошель. Найбільшим містом уздовж річки є Ніор, від якого вона дістала назву Севр-Ніортез, що відрізняє її від Севр-Нантез. Її найбільші притоки — Ваде і Отіз.